# August Landmesser
August Landmesser, né le 24 mai 1910, présumé tué à l'ennemi le 17 octobre 1944, confirmé en 1949, est un ouvrier du chantier naval Blohm & Voss de Hambourg. Il est connu pour son apparition sur une photographie où il refuse d'effectuer le salut nazi lors du lancement d'un navire-école, le Horst Wessel, le 13 juin 1936. 

## Biographie
August Landmesser est le seul enfant d'August Franz Landmesser et de Wilhelmine Magdalene (née Schmidtpott). En 1931, espérant que cela l'aidera à obtenir un emploi, il rejoint le Parti nazi. En 1935, alors qu'il se fiance avec une femme juive née en 1913, Irma Eckler, il est exclu du parti. La publication des bans en vue d'un mariage à Hambourg est refusée en application des lois de Nuremberg qui entrent en vigueur un mois plus tard. Ingrid, la première fille du couple, naît le 29 octobre 1935.

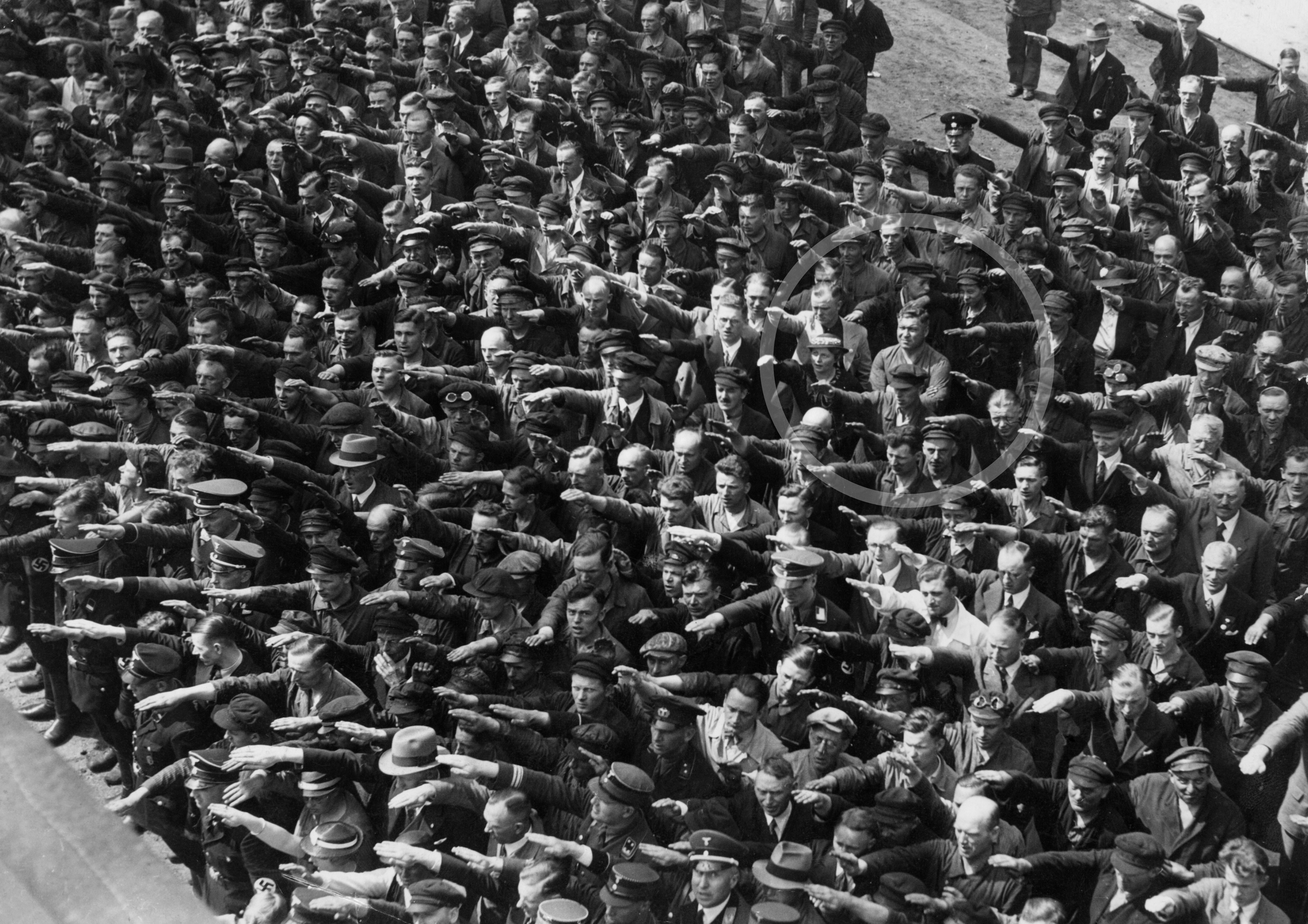
August Landmesser refuse d'effectuer le salut nazi le 13 juin 1936.

La photographie célèbre, sur laquelle un homme identifié comme étant Landmesser refuse de faire le salut nazi, est prise le 13 juin 1936.
En 1937, August Landmesser tente de fuir au Danemark mais il est appréhendé et mis en prison. Un procès lui est intenté en raison de la seconde grossesse d'Irma, s'étant rendu coupable de « déshonorer la race » selon les lois raciales nazies. Au procès, il avance l'argument que ni lui ni sa femme ne savaient qu'Irma était « totalement juive », et il est acquitté le 27 mai 1938 par manque de preuve, avec l'avertissement qu'en cas de récidive il aurait une peine de prison de plusieurs années. Alors qu'August et Irma continuent à vivre en couple, August est à nouveau arrêté le 15 juillet 1938 et condamné à deux ans et demi d'internement au camp de concentration de Börgermoor.
Quant à Irma Eckler, elle est détenue par la Gestapo à la prison de Fuhlsbüttel, où elle donne naissance à sa seconde fille, Irene. Ingrid et Irene sont alors séparées. Placées initialement en orphelinat, Ingrid est confiée plus tard à sa grand-mère (puis à des parents adoptifs à la mort de la grand-mère en 1953) et Irene est placée chez des parents adoptifs.

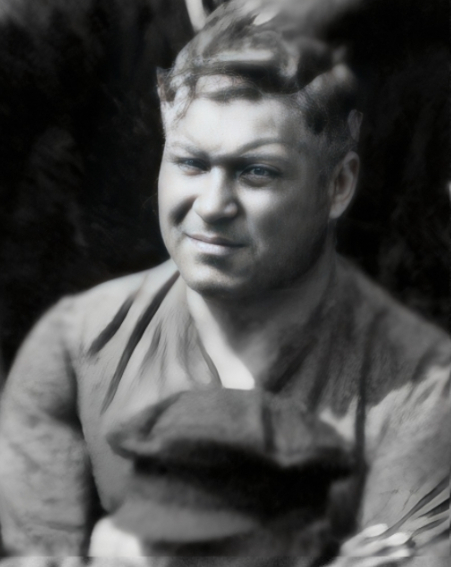
Agrandissement de la photographie du 13 juin 1936.

Ensuite, Irma Eckler est envoyée au camp de concentration d'Oranienburg, au camp de concentration de Lichtenburg et enfin au camp de concentration pour femmes de Ravensbrück. Quelques lettres d'elle parviennent jusqu'en janvier 1942. On suppose qu'elle a été envoyée au centre d'euthanasie de Bernburg en février 1942, où elle fut tuée parmi 14 000 autres victimes. En 1949, le tribunal d'instance de Hambourg-Altona la déclare morte officiellement au 28 avril 1942.
August Landmesser est remis en liberté le 19 janvier 1941 et embauché comme chef d'équipe dans l'entreprise de transport Püst, filiale de la société Heinkel-Werke à Warnemünde. En février 1944, il est incorporé dans un bataillon disciplinaire, la 999e division légère Afrika où il est déclaré disparu en mission et présumé tué en Croatie le 17 octobre 1944. En 1949, le tribunal d'instance de Rostock le déclare mort officiellement au 1er août 1949.

## Après la guerre
Le mariage d'August Landmesser et Irma Eckler a été reconnu rétroactivement par le Sénat de Hambourg à l'été 1951. L'automne de la même année, Ingrid a pris le nom de famille Landmesser. Irene a continué d'utiliser celui d'Eckler.

### Postérité littéraire
- En 1996, Irene Eckler publie le livre Die Vormundschaftsakte 1935–1958: Verfolgung einer Familie wegen "Rassenschande"[6]. Le livre raconte l'histoire de sa famille, incluant de nombreux documents originaux (lettres de sa mère, documents officiels...)[4].

Une image, identifiée par Irene Eckler comme étant celle de son père, est publiée par Die Zeit le 22 mars 1991. Elle montre un grand rassemblement de travailleurs aux arsenaux navals de Blohm & Voss à Hambourg pour le lancement du Horst Wessel. Quasiment tout le monde sur la photo fait le salut nazi, à l'exception notable d'un homme vers l'arrière de la foule, qui reste ostensiblement les bras croisés sur sa poitrine. Une autre famille a identifié cet homme comme étant Gustav Wegert,.
- En 2018, Adeline Baldacchino lui consacre un roman, Celui qui disait non.